# クリス・フォン・デア・アーエ

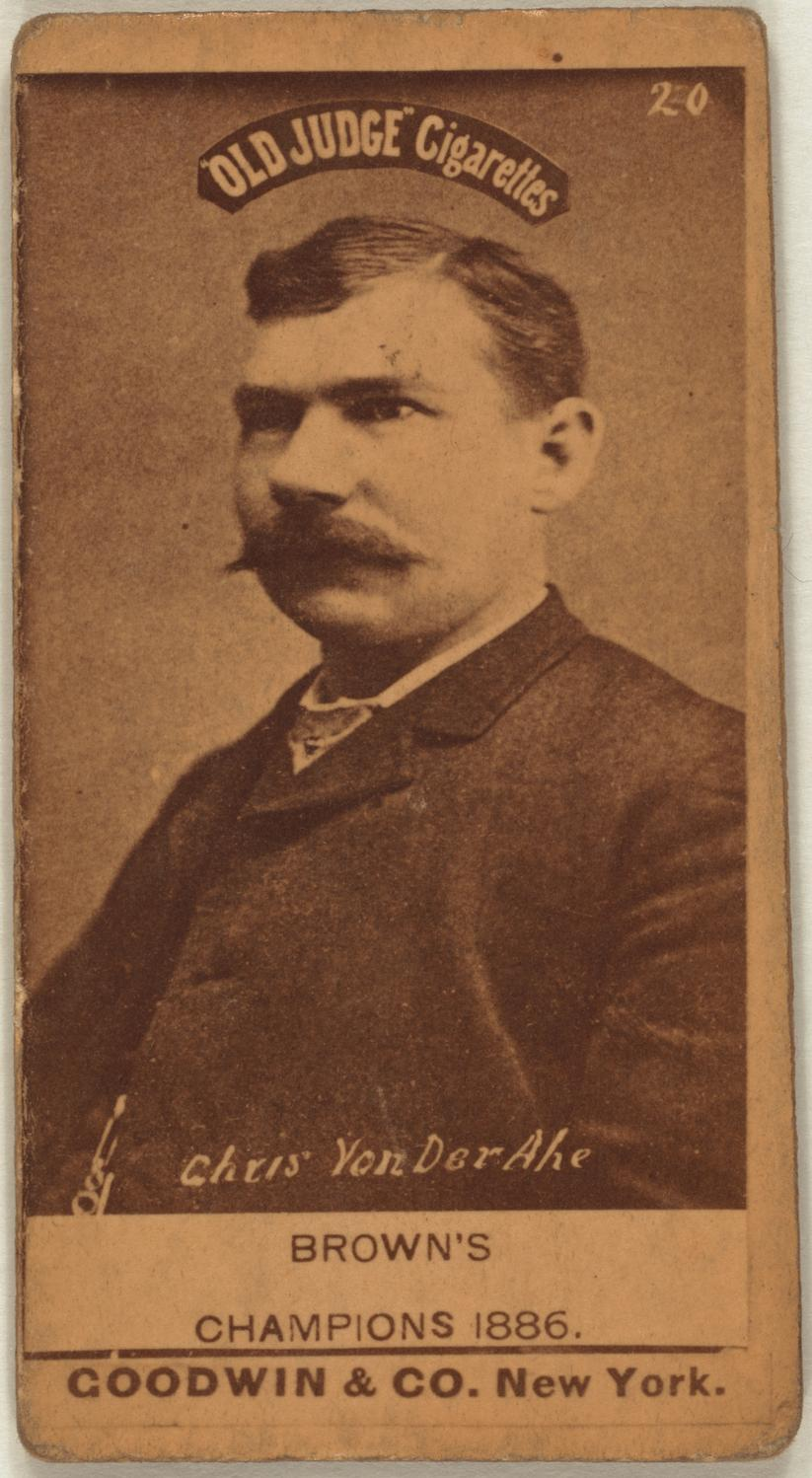
クリス・フォン・デア・アーエ

クリス・フォン・デア・アーエ（Christian Friedrich/Frederick Wilhelm von der Ahe、1851年11月7日 - 1913年6月5日）は、19世紀のアメリカ・メジャーリーグの球団オーナー。ドイツ・ヒレ生まれ。現在のセントルイス・カージナルスの創設者、及び初代オーナーにあたる人物である。

## 経歴・人物
ドイツ移民としてアメリカに渡った後すぐセントルイスへ移り、最初は食品雑貨店の従業員として働いていたが、後にアーエはこの店を買い取って店の裏側にサロンを作った。野球観戦が終わった後の客がこのサロンをよく利用することに気付いたアーエは、1882年、その5年前に八百長スキャンダルが元で破産したセントルイス・ブラウンストッキングスのフランチャイズ権を1,800ドルで購入、セントルイスを本拠地とする新しいプロ野球チーム『ブラウンズ』を設立し、同年から始まったアメリカン・アソシエーションに加盟する。また監督兼任の一塁手としてチャールズ・コミスキーをチームに招き入れた。
コミスキー率いるブラウンズはその後リーグを4連覇する強豪となり、多くの観客を集めた。アーエ自身は野球に関する知識は殆どなかったそうだが、入場券が割安だったにもかかわらず、球団経営だけで500,000ドルもの儲けを手にしたという。熱狂的なブラウンズの応援者に対し『ファン』（fanaticの略）という言葉を使い始めたのは、アーエであるという説があるほどである。
アーエは自身の事業を更に拡大するため、スポーツマンズ・パークを改修し、球場の近くにビール工場を建てた。ビールの消費を増やすため野球の入場料は割安に設定されたという。また異説もあるが、野球場でホットドッグを売り始めたのはスポーツマンズ・パークが最初だという説もある。アーエはリーグの運営にもアイデアを出し、ナショナルリーグに対してリーグ優勝チーム同士の『年間王者決定戦』の開催をもちかけ、より多くの収益をあげようとした。
しかし1887年以降、このシリーズは思ったとおりの集客を上げられず、4年後の1891年にはアメリカン・アソシエーションが解散する。当時アーエはアメリカン・アソシエーションのシンシナティ・ポーカーズという球団のオーナーを掛け持ちしており、リーグ解散により損失を被った。ブラウンズを強豪チームにしたコミスキーはチームを離れ、セントルイス・ブラウンズはナショナルリーグに鞍替えするものの成績は低迷した。自身の損失を取り戻そうと、チームは1892年に更に大きな球場に移転した。アーエは球場の廻りを遊園地やビアガーデン、スケートリンク、競馬場などで取り囲んだが、ギャンブルを禁止していたナショナルリーグが競馬場の運営に反対するなど上手くいかず、負債を抱えたアーエはブラウンズの有力選手を放出するようになっていた。
1898年には、球場の一部が火災で焼け落ち、アーエ自身も給与の支払いを怠っていた使用人による誘拐事件に巻き込まれるなどしたため、ついにチームを売却するに至る。チームはクリーブランド・スパイダーズの経営者たちの手に渡り、「セントルイス・パーフェクトス」と名前を替えることになる。アーエの手に最後に残ったのは小さなバー1軒だけだったといい、その後球界で成功したコミスキーからはしばしば仕送りを受けていたという。
1913年に肝硬変のためセントルイスで死去。かつてスポーツマンズ・パークの正面に立っていたアーエの大きな銅像が、現在彼の墓標がわりになっている。

## 監督としての戦績
| 年度   | チーム | リーグ | 試合 | 勝利 | 敗戦 | 勝率 | 順位 | 備考 |
| ------ | ------ | ------ | ---- | ---- | ---- | ---- | ---- | ---- |
| 1895年 | STL    | NL     | 1    | 1    | 0    | 1.00 | 11位 |      |
| 1896年 | STL    | NL     | 2    | 0    | 2    | .000 | 11位 |      |
| 1897年 | STL    | NL     | 14   | 2    | 12   | .143 | 12位 |      |
| 通算   | 通算   | 通算   | 17   | 3    | 14   | .176 |      |      |